# 개 코로나바이러스

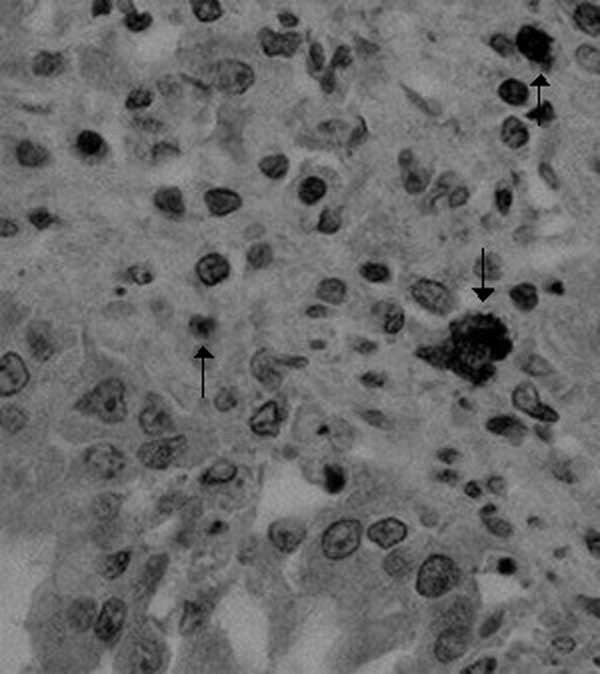
개의 허파조직의 개 코로나바이러스 항원(화살표)

개 코로나바이러스(canine coronavirus, CCoV) 또는 코로나 장염은 "알파코로나바이러스 1"라는 이름의 종에 속하는 피막(enveloped), 양성(positive-sense) 외가닥 RNA 바이러스이다. 전 세계적으로 개들에게 전염성이 상당히 높은 장질환을 일으킨다. 감염 바이러스는 APN 수용체로 결합되면서 숙주 세포로 들어간다. 1971년 번견의 질병 발생 기간 중 독일에서 발견되었다. 이 바이러스는 알파코로나바이러스속과 테가코바이러스 아속에 속한다.

## 세부 구분
- 개 코로나바이러스 제1형
  - 개 코로나바이러스 스트레인 엘모/02
- 개 코로나바이러스 제2형
  - 개 코로나바이러스 스트레인 NTU336/F/2008

## 병리학
이 바이러스는 소장의 융털에 침입하여 자기 복제를 한다. 장질환은 바이러스에 의해 유발되는 소장 상피 점막의 세포자살과 관련될 수 있다. 개 코로나바이러스는 처음에는 심각한 위장 질환을 일으키는 것으로 간주되었으나 지금 대부분의 경우 무증상이거나 증상 정도가 낮은 것으로 간주된다. 개 코로나바이러스에 감염된 개가 개 파보바이러스에도 감염될 경우 심각한 합병증이 발생한다. 장융모에 코로나바이러스가 감염되면 세포가 파보바이러스 감염에 더 취약해진다. 이로 말미암아 바이러스가 개별적으로 발생했을 때보다 훨씬 더 심각한 질병을 유발할 수 있다. 그러나 개 파보바이러스 감염 없이 개 코로나바이러스와 연계된 치명적인 장질환은 지금도 이따금씩 보고되고 있다. 이는 개 코로나바이러스가 속해있는 RNA 양성 가닥 바이러스(RNA positive stranded virus)의 높은 돌연변이율과 관련될 수 있다.

## 증상, 진단, 치료, 통제
잠복기는 1~3일이다. 이 질환은 전염성이 매우 높고 감염견의 대변을 통해 전파되며 해당 감염견들의 바이러스 검출 기간은 6~9일 간 지속되지만 6개월 지속되는 경우도 있다. 설사, 구토, 거식증 등의 증상이 발생한다. 진단은 대변의 바이러스 입자 검출을 통해 이루어진다. 치료는 설사약만이 요구되는 것이 보통이지만 심각한 영향을 받은 개들의 경우 탈수로 인해 정맥 주사가 요구될 수 있다. 치사율은 없는 편이다. 이 바이러스는 시중에서 구매할 수 있는 대부분의 소독약을 통해 파괴된다. 백신(ATCvet 코드: QI07AD11)도 판매되고 있으며 보통은 개 코로나바이러스에 더 취약한 강아지들과 쇼 도그 등 노출 위험이 높은 개들에게 투여된다.

## 개 호흡기 코로나바이러스
최근 개 코로나바이러스 제2형이 개의 호흡기 질환을 일으키는 것으로 보고되고 있다.
개 호흡기 코로나바이러스(CCoV)라는 이름으로 알려져 있으며 소와 인간 코로나바이러스의 스트레인 OC43과 유사한 것으로 밝혀졌으며 2003년 영국에서 개의 허파 표본으로부터 처음 분리되었고 그 뒤로 유럽 대륙과 일본에서 발견되고 있다. 2006년 혈청학적 연구를 통해 캐나다와 미국에서 개에 존재하는 CRCoV의 항체가 증명되었다. 그러나 소급 적용된 서스캐처원주의 연구에 따르면 CRCoV는 적어도 1996년부터 존재했을 것으로 보고 있다.